# Lukaskirche (Windhoek)
Die evangelische Lukaskirche in  der namibischen Hauptstadt Windhoek wurde von der Rheinischen Mission im Jahr 1908 erbaut.
Der Kirchenraum ist circa 16 × 8 Meter groß und fasst etwa 150 Menschen.  Die Kirche wurde für eine sogenannte „Werft“ in Klein-Windhoek errichtet; eine Siedlung, in welche die einheimische schwarze Bevölkerung von den deutschen Kolonialherren zwangsumgesiedelt wurde.
Sie war eine der drei Kirchen, welche von der deutschsprachigen Evangelisch-Lutherischen Kirche in Namibia (DELK) in Windhoek genutzt werden. Anders als die Markuskirche oder die Christuskirche gehört sie jedoch der ELCRN. Der Pachtvertrag mit der ELCRN endete Anfang 2021. Bis dahin fanden in der Lukaskirche verschiedene Veranstaltungen, darunter Konzerte und Hochzeiten, sowie regelmäßig Taizé-Andachten und Gottesdienste statt. Seit April 2025 wird die Lukaskirche wieder regelmäßig durch die ELKIN-DELK genutzt.